# Marlon Brando
Marlon Brando (født 3. april 1924, død 1. juli 2004) var en amerikansk teater- og filmskuespiller.
Han regnes vidt for at være blandt de mest indflydelsesrige skuespillere på det amerikanske lærred og for som den første at bringe den såkaldte Stanislavski-metode til Hollywood, først i sin gennembrudsrolle som den brutale hustyran, Stanley Kowalski, i Omstigning til Paradis (originaltitel: A Streetcar Named Desire) i 1951. Den Oscar-vindende instruktør, Martin Scorsese udtalte om Brandos indflydelse på filmskuespil i sin tid: "Han er markøren. Der er "før Brando" og "efter Brando". Hans skuespil sammen med hans offentlige profil som en outsider i forhold til Hollywood i de tidlige 1950'ere etablerede ham som et ikon for ungdomsoprør, og hans aftryk har haft en enorm indflydelse på samtlige efterfølgende generationer af skuespillere, heriblandt James Dean og Paul Newman og senere Al Pacino og Robert de Niro. Han nåede i alt at tilegne sig 8 Oscarnomineringer, hvoraf han vandt 2 - først for On the Waterfront i 1954 og igen i 1972 for sin titelrolle i Francis Ford Coppolas The Godfather. I slutningen af 1970'erne igennem sine roller i Superman og Apocalypse Now tilegnede han sig endnu en rekord ved at blive den højest betalte skuespiller i Hollywoods historie, noget som kun styrkede hans myte som en af de mest excentriske og kontroversielle personligheder i Showbiz. Eftersigende skulle han for sin rolle som Supermans far være blevet betalt 3.7 millioner dollars plus 11.75% af overskuddet for blot 2 ugers arbejde. Det Amerikanske Filminstitut udnævnte ham i 2003 som den 4. største filmlegende i det klassiske Hollywood, kun overgået af Humphrey Bogart, Cary Grant og James Stewart.
Marlon Brando voksede op i Omaha, Nebraska i USA. I 1943 flyttede han til New York for at få arbejde som teaterskuespiller efter at være blevet bortvist fra flere skoler i sin hjemstavn.
Han boykottede Oscar-uddelingen den 28. marts 1973 og nægtede at modtage den Oscar, han fik tildelt for sin rolle i The Godfather i protest mod USA's opførsel over for det indianske folk og især mod Hollywood-filmindustriens ideologiske fremstilling af konflikten mellem den oprindelige indianske befolkning og de europæiske indvandrere, som erobrede landet. Han sendte den indianske borgerrettighedsaktivist, Sacheen Littlefeather, til ceremonien for på hans vegne at takke nej til statuetten og for at give hende mulighed for som indiansk kvinde at blive hørt af de mange millioner seere verden rundt.
Brando kæmpede i en lang årrække en offentlig kamp for den indianske befolknings vilkår og rettigheder, men også for de sorte amerikaneres borgerrettigheder, og han marcherede sammen med Martin Luther King og aktionerede til fordel for fængslede aktivister fra De Sorte Pantere.
I august 1963 deltog Brando i Marchen til Washington sammen med blandt andre Harry Belafonte, James Garner, Burt Lancaster og Sidney Poitier. Brando deltog også sammen med Paul Newman i the freedom rides.
Han var gift tre gange med tre forskellige skuespillerinder: Anna Kashfi, Movita Castaneda og Tarita Teriipia. Han fik mange børn, bl.a. Christian Brando og Cheyenne Brando. I perioden 1965 til 2005 ejede Marlon Brando atollen Tetiaroa i Fransk Polynesien.

## Komplet filmografi
| År   | Title                                          | Rolle                               | Noter                                                     |
| ---- | ---------------------------------------------- | ----------------------------------- | --------------------------------------------------------- |
| 1950 | The Men                                        | Kenneth "Ken" Wilcheck/"Bud"        |                                                           |
| 1951 | A Streetcar Named Desire                       | Stanley Kowalski                    |                                                           |
| 1952 | Viva Zapata!                                   | Emiliano Zapata                     |                                                           |
| 1953 | Julius Caesar                                  | Mark Antony                         |                                                           |
| 1953 | The Wild One                                   | Johnny Strabler / Narrator          |                                                           |
| 1954 | On the Waterfront                              | Terry Malloy                        | Oscar for bedste mandlige hovedrolle                      |
| 1954 | Désirée                                        | Napoleon Bonaparte                  |                                                           |
| 1955 | Guys and Dolls                                 | Sky Masterson                       |                                                           |
| 1956 | The Teahouse of the August Moon                | Sakini                              |                                                           |
| 1957 | Sayonara                                       | Maj. Lloyd "Ace" Gruver, USAF       |                                                           |
| 1958 | The Young Lions                                | Lt. Christian Diestl                |                                                           |
| 1959 | The Fugitive Kind                              | Valentine "Snakeskin" Xavier        |                                                           |
| 1961 | One-Eyed Jacks                                 | Rio                                 | Også instruktør                                           |
| 1962 | Mutiny on the Bounty                           | 1st Lt. Fletcher Christian          |                                                           |
| 1963 | The Ugly American                              | Ambassador Harrison Carter MacWhite |                                                           |
| 1964 | Bedtime Story                                  | Freddy Benson                       |                                                           |
| 1965 | Morituri                                       | Robert Crain                        |                                                           |
| 1966 | The Chase                                      | Sheriff Calder                      |                                                           |
| 1966 | The Appaloosa                                  | Matt Fletcher                       |                                                           |
| 1967 | A Countess from Hong Kong                      | Ogden Mears                         |                                                           |
| 1967 | Reflections in a Golden Eye                    | Maj. Weldon Penderton               |                                                           |
| 1968 | Candy                                          | Grindl                              |                                                           |
| 1968 | The Night of the Following Day                 | Chauffeur                           |                                                           |
| 1969 | Burn!                                          | Sir William Walker                  |                                                           |
| 1970 | King: A Filmed Record... Montgomery to Memphis | Sig selv                            | Dokumentar                                                |
| 1972 | The Nightcomers                                | Peter Quint                         |                                                           |
| 1972 | The Godfather                                  | Don Vito Corleone                   | Oscar for bedste mandlige hovedrolle (nægtede at modtage) |
| 1972 | Last Tango in Paris                            | Paul                                |                                                           |
| 1976 | The Missouri Breaks                            | Robert E. Lee Clayton               |                                                           |
| 1978 | Raoni                                          | Fortæller                           | Dokumentar                                                |
| 1978 | Superman                                       | Jor-El                              |                                                           |
| 1979 | Apocalypse Now                                 | Colonel Walter E. Kurtz             |                                                           |
| 1980 | The Formula                                    | Adam Steiffel, Chairman Titan Oil   |                                                           |
| 1989 | A Dry White Season                             | Ian McKenzie                        |                                                           |
| 1990 | The Freshman                                   | Carmine Sabatini                    |                                                           |
| 1991 | Hearts of Darkness: A Filmmaker's Apocalypse   | Sig selv                            | Dokumentar                                                |
| 1992 | Christopher Columbus: The Discovery            | Tomas de Torquemada                 |                                                           |
| 1995 | Don Juan DeMarco                               | Dr. Jack Mickler                    |                                                           |
| 1996 | The Island of Dr Moreau                        | Dr. Moreau                          |                                                           |
| 1997 | The Brave                                      | McCarthy                            |                                                           |
| 1998 | Free Money                                     | Warden Sven "The Swede" Sorenson    |                                                           |
| 2001 | The Score                                      | Max                                 |                                                           |
| 2006 | Superman Returns                               | Jor-El                              | Medvirker posthumt                                        |
| 2006 | Superman II: The Richard Donner Cut            | Jor-El                              |                                                           |